# تابرنلس
تابرنلس (به اسپانیایی: Tavèrnoles) یک شهرستان در اسپانیا است که در بارسلون واقع شده‌است.